# Sasi

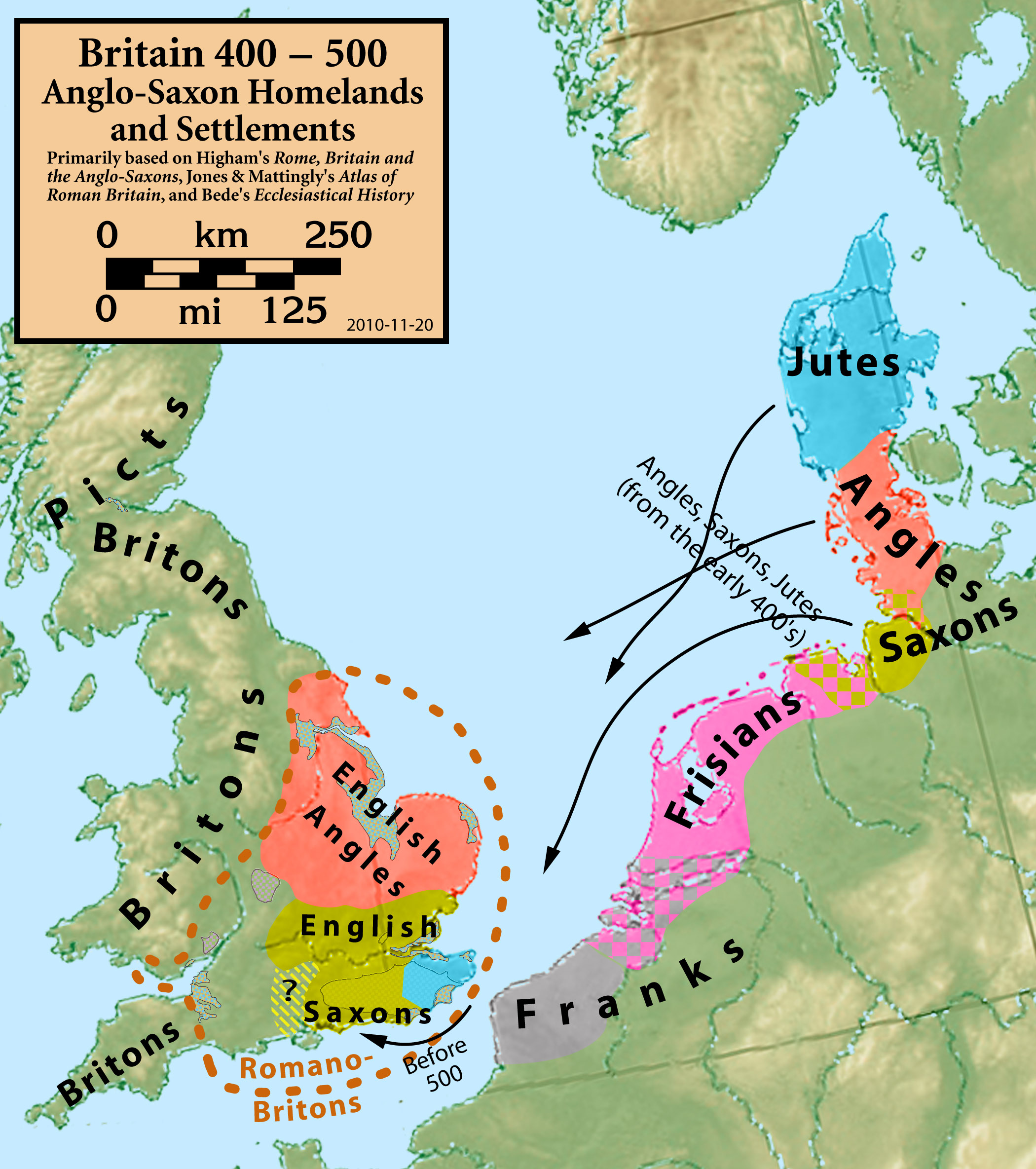
Sasi (na żółto) w Europie ok. 500

Sasi, Saksoni (łac. Saxones, niem. Sachsen, ang. Saxons) – plemię pochodzenia germańskiego, osiadłe w średniowieczu w Westfalii i Dolnej Saksonii.

## Etymologia

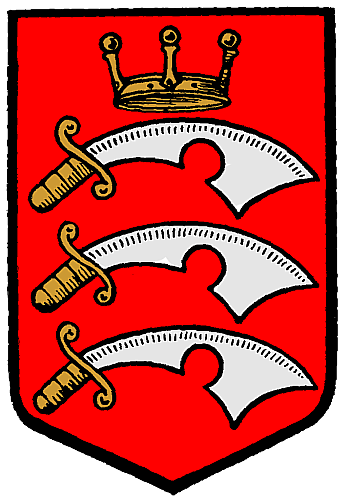
Sztandar przedstawiający trzy saksy

Etymologia słowa „Sasi” nie jest do końca rozpoznana. Prawdopodobnie sami Sasi nazywali siebie zupełnie inaczej. Aleksander Brückner podaje, że nazwa plemienia wywodzi się od nazwy broni Sasów, czyli tzw. saksy. Naczelne bóstwo tego plemienia – Saksnot (historycy dopatrują się w nim odpowiednika nordyckiego Tyra) – było z tą bronią często przedstawiane, np. na kamieniu grobowym z Niederdollendorf (VIII w.).

## Historia
Sasi pod nazwą plemienną są po raz pierwszy wspomniani przez Ptolemeusza w Geografii, w której są ukazywani jako lud zamieszkały w dorzeczu Łaby. Istnieją jednak wzmianki odnoszące się do plemienia jako Axones, co może być błędem w pisowni ludu, który w Germanii Tacyt opisuje jako Auiones. W V-VI wieku wraz z Anglami i Jutami najechali Brytanię i założyli tam królestwa Wessex, Sussex i Essex. 
Na kontynencie rozproszeni Sasi połączyli się na początku VIII wieku tworząc trzy duże grupy: Westfalów, Angarów i Ostfalów. Niektórzy historycy uważają, że były to wojskowe jednostki administracyjne (albo związki militarne - herescephe), nie wiadomo jednak, czy powstały one w okresie walk z Karolem Wielkim, czy też wcześniej. Ich społeczeństwo dzieliło się na arystokrację, ludzi wolnych oraz tzw. "laz", czyli stan pośredni między ludźmi wolnymi a niewolnikami. Karolińscy kronikarze, przede wszystkim Einhard, mocno podkreślali duże przywiązanie Sasów do rodzimych wierzeń.
Z biegiem czasu niemal wszystkie plemiona, które osiedliły się jako sąsiedzi Franków, padły ofiarą ich militarnego naporu. Tak stało się z Turyngami, Bawarami czy Alemanami. Inaczej jednak wyglądała sytuacja w przypadku Sasów, którzy długo stawiali skuteczny opór zarówno samym Frankom, jak i chrześcijaństwu. Pokonanie ich i włączenie Saksonii do swojego królestwa zajęło Frankom ponad trzydzieści lat (772-804). Dokonał tego Karol Wielki w trakcie kilku kampanii wojennych, zwyciężając Sasów walczących pod wodzą Widukinda i nawracając ich siłą na chrześcijaństwo (Sasem był m.in. apostoł Niemiec św. Bonifacy). 
Na przełomie XII/XIII wieku południowoniemieccy osadnicy nazywani przez urzędników węgierskich Sasami dotarli do Siedmiogrodu, na Węgry i Słowację oraz do południowej Polski głównie poprzez Marchię Miśnieńską (późniejsza górna Saksonia), Węgry i Czechy. Jednak nie byli oni etnicznie lub językowo pochodzenia saskiego.
Najpotężniejszy z rodów saskich, po ugruntowaniu swej pozycji w rodzimej Saksonii na przełomie IX i X wieku, opanował tron niemiecki (919–1024), zakładając dynastię saską Ludolfingów. Po niej tron niemiecki objęła dynastia frankońsko-salicka, jednak po jej wygaśnięciu ponownie zasiadł na nim przedstawiciel dynastii saskiej, Lotar z Supplinburga.